# 早期警戒管制機

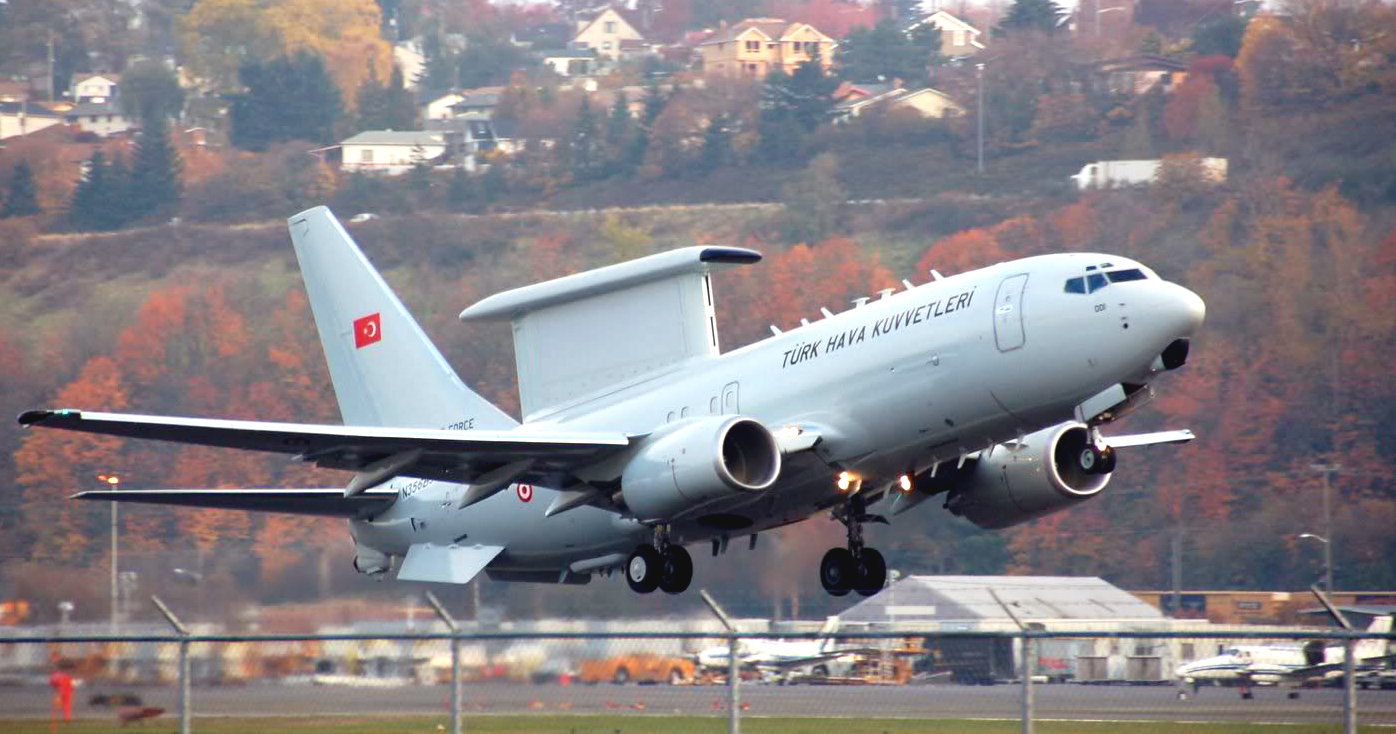
E-7 ウェッジテイル

早期警戒管制機（そうきけいかいかんせいき、英語: airborne warning and control system, AWACS、airborne early warning and control, AEW&C）とは、軍用機の一種。大型レーダーを搭載し、一定空域を監視し、敵性・友軍の航空機などの空中目標等を探知・追跡し、なおかつ友軍への航空管制や指揮・統制を行う機体である。空中警戒管制システムや空中警戒管制機とも呼ばれる。

## 概要
航空戦において、防御対象や重要地域より如何に遠距離で敵性航空機を探知するのかという命題は、常に付きまとってきた。航空機の警戒・探知はレーダーを用いることが最も優位であり、レーダー水平線による探知距離の関係や地上固定レーダーの脆弱性、再配置の容易さの点などにより、航空機にレーダーを搭載し、警戒することが考えられた。これは高高度にレーダーを配置することによるレーダー水平線の増大・探知距離の拡大や必要地域へ移動し警戒を行なうことができるなどの利点があった。
アメリカ軍は、第二次世界大戦中にTBMにレーダーを搭載し、空載レーダーによる早期警戒を行なっている。1950年代にはEC-121 ウォーニングスター早期警戒機が開発され、遠距離探知が可能な大型レーダー搭載航空機が出現してきた。しかし、これらはレーダーとその取り扱い要員程度しか搭載できず、指揮管制要員は別所にあった。また、レーダー情報の指揮管制部署への転送が必要など非効率な部分があった。
航空機の大型化や機器の電子化・自動化が進むとともに、航空機に大型レーダーを搭載し、なおかつ指揮管制機器・要員も搭載できるようになり、1970年代に初のAWACSとしてE-3が開発されるに至った。複雑な電子機器を搭載しているため、非常に高価な機体であり、これを装備している国家は少ない。また、機体内部の情報公開は少なく、軍事機密度の高い機体でもある。
平時より警戒任務についているが、初の実戦投入は湾岸戦争におけるE-3であり、イラク軍機に対する要撃を警戒管制し、多国籍軍の航空優勢獲得に貢献した。

## 機能
索敵
情報整理と分析
敵性・非敵性の判断と脅威度・優先度の判断
情報共有
近隣の友軍航空機や地上・海上部隊への報告など
攻撃・迎撃を含む指揮管制

## 早期警戒管制機の特徴

### 機上レーダー

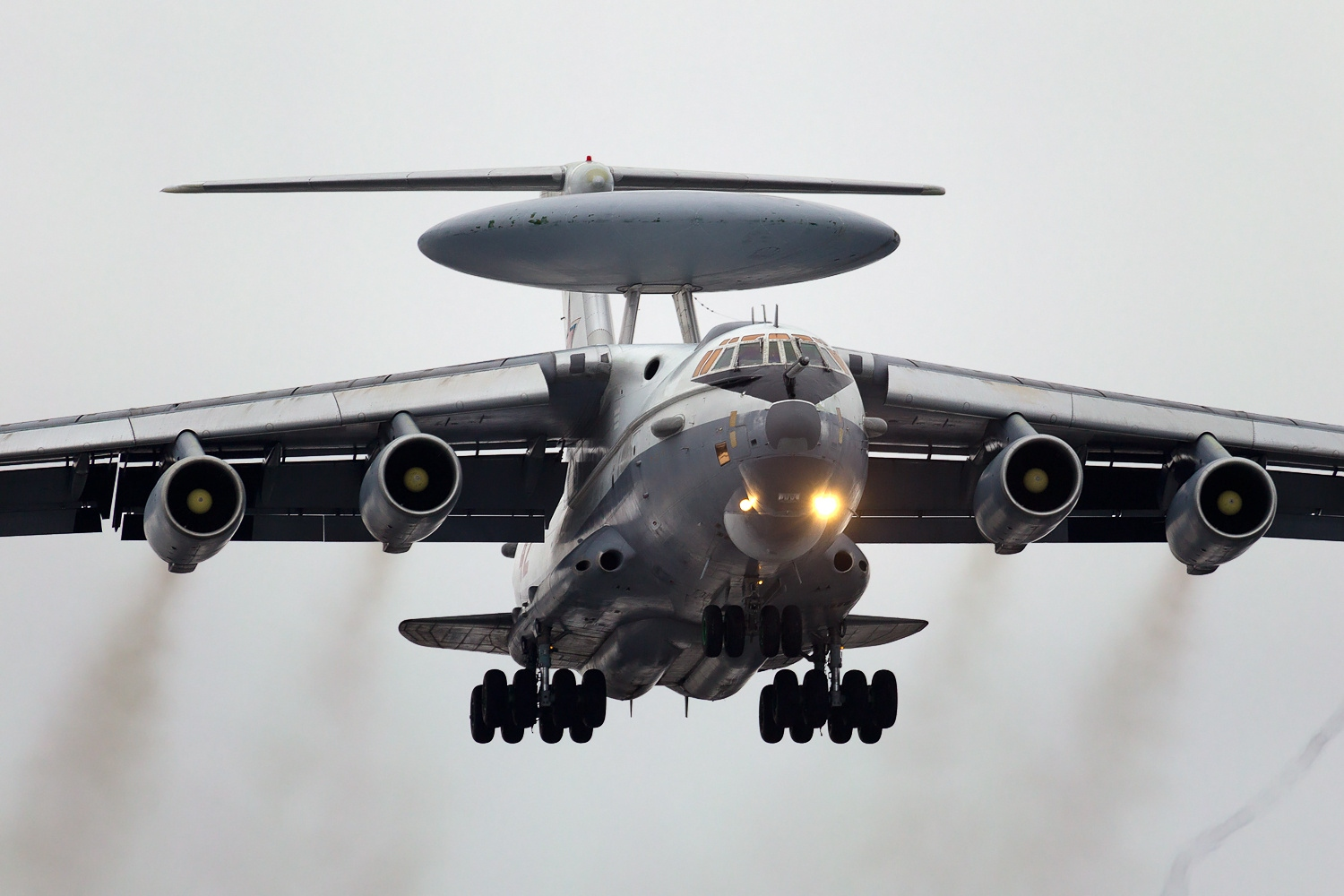
円盤型（レドームを搭載したロシア空軍のA-50）

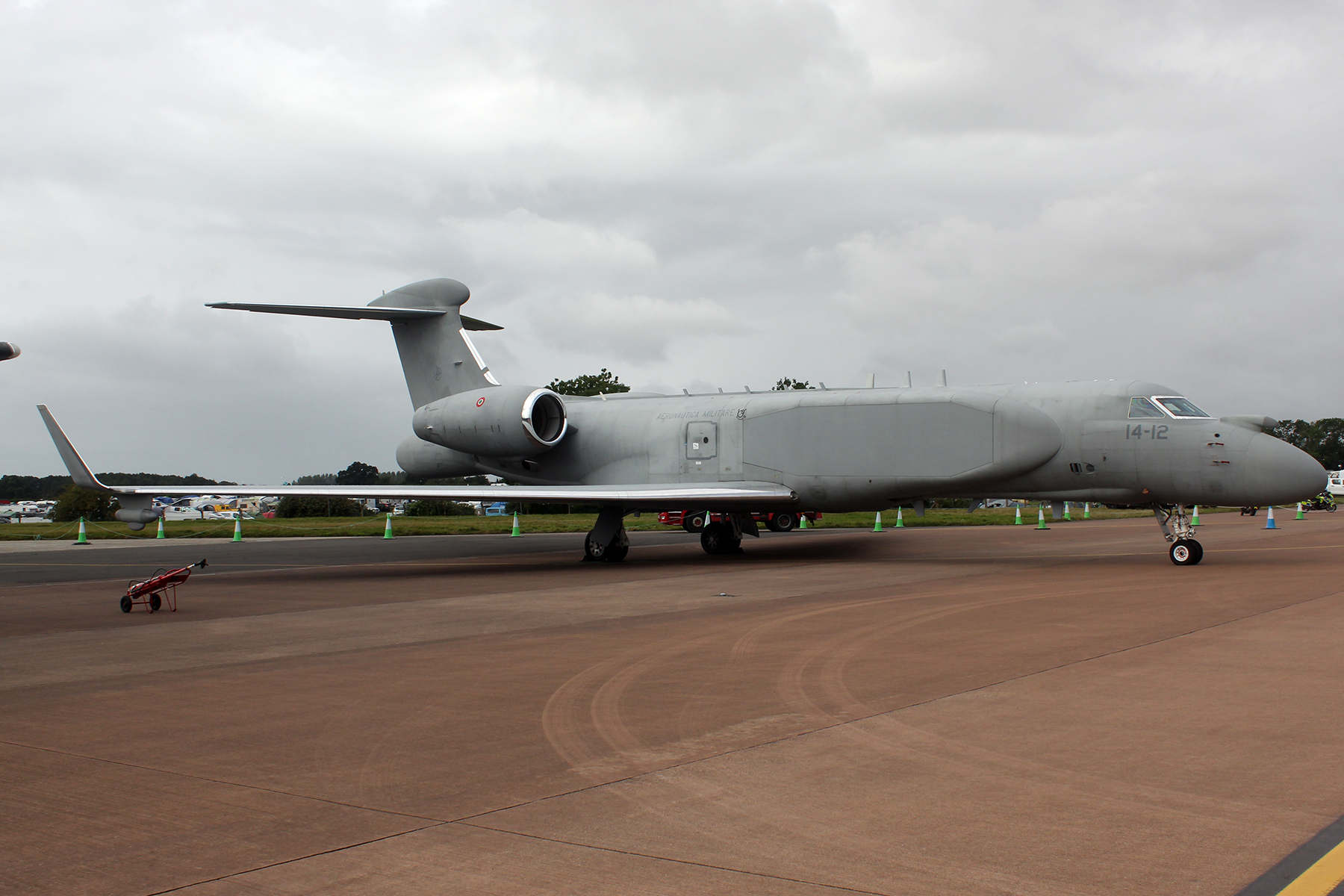
コンフォーマル型（イタリア空軍のE550 CAEW）

広範囲を遠距離まで捜索し、空中目標の性状情報をある程度得るための高分解能の大型レーダー搭載が必須である。20世紀末頃のAESAレーダー（アクティブ・フェーズドアレイ・アンテナ）の登場により、搭載の仕方も多様化した。

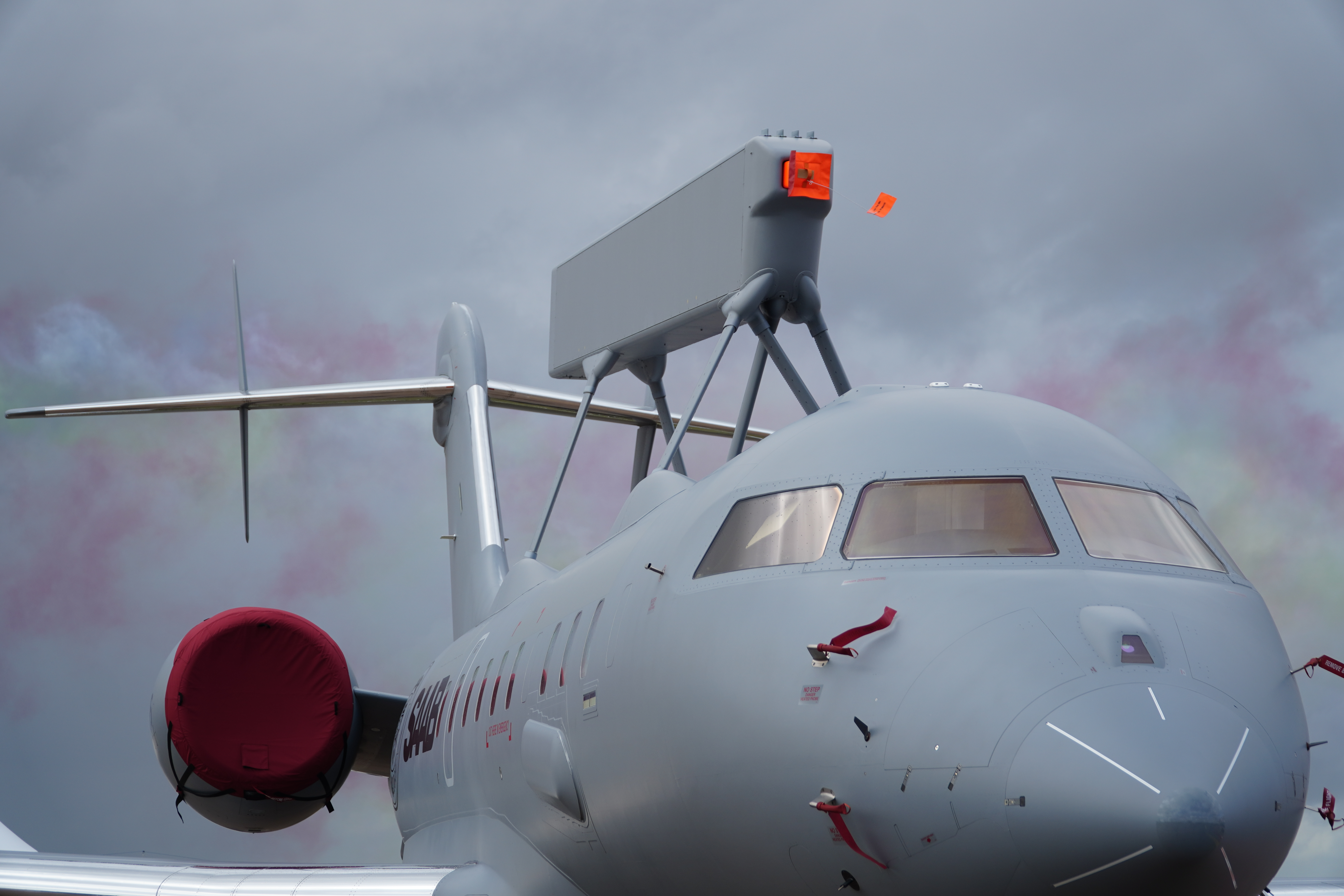
バランスビーム型（エリアイレーダーを搭載したグローバルアイ）

バランスビーム型（平均台型）
バランスビーム型は、"AWACS"機の円盤型回転式だったレーダーアレイ部を、左右方向にだけ向けた2面のAESAにすることでやや薄い棒状にして空気抵抗を減らしたものといえる。
回転機構がない分構造が簡素で軽量化できる反面、全周囲をカバーできないのが難点であるが、前後方向に追加のアンテナを持つことで死角をなくす工夫が行われるものもある。
円盤型
大きな円盤は空力特性を考慮したレドームであり、機体上部背面に背負うように搭載される。これは、360°回転するためロート・ドームとも呼ばれる。カバー内部には、片面に捜索用レーダーアンテナ、もう一方にはIFFのアンテナが取り付けられ、これら全体が10秒程で1回転することで垂直尾翼の陰などを除くほぼ全周方向をレーダー覆域としている。上空の低温で潤滑オイルが固まってしまう恐れがあるため、レーダーが作動していなくても飛行中は常にロート・ドームをレーダー作動時よりも低速で回転させ続ける必要がある。
現在は、従来からの回転式のものに加えて、中国製をはじめとして固定式のものも登場している。これはAESAによる横長のレーダーアレイを円盤内に三角形に配置し、物理的な回転速度に縛られることなく冗長性を持って任務を行えるようになっている。
コンフォーマル型
機体の前後左右にコンフォーマル・アレイ・アンテナを備えることで空力特性を損なわずに必要な方向にアンテナ・アレイを固定して持つことができる。
レーダーを背負う形式ではないため、垂直尾翼など機体の一部に走査を遮られない利点がある。ただしアンテナの数が多い故に、電力消費などの面で不利になる。

### 電子戦装備

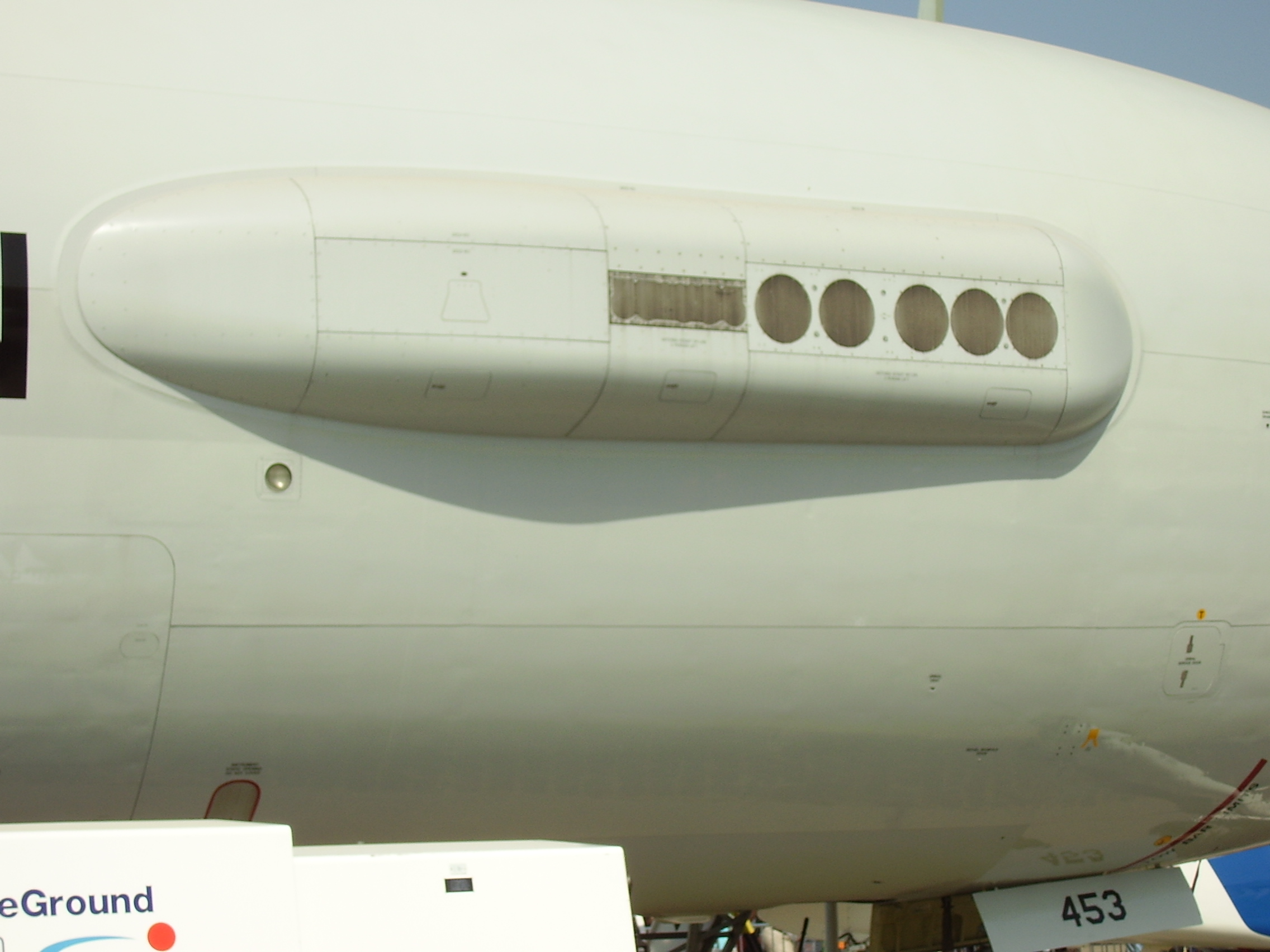
E-3胴体側面のESMアンテナ

レーダーによる探知だけではなく、受動的な探知を目的としてESMアンテナも装備されるようになっている。これにより、相手の電波情報から機種等を特定できるようになり、状況認識能力が向上する。E-3などは前部胴体側面に板状のESMアンテナが装備されている。

### データ・リンク
後年になり、LINK-16などのデータ・リンクによる情報の共有が一般的になっており、AWACSも例外ではない。特にAWACSは空中における中継局の役目を果たすことができ、水上艦や地上との遠距離のデータ・リンクによる情報共有を可能にするため、戦域における重要度はますます高まっている。

### 機体と自衛装備

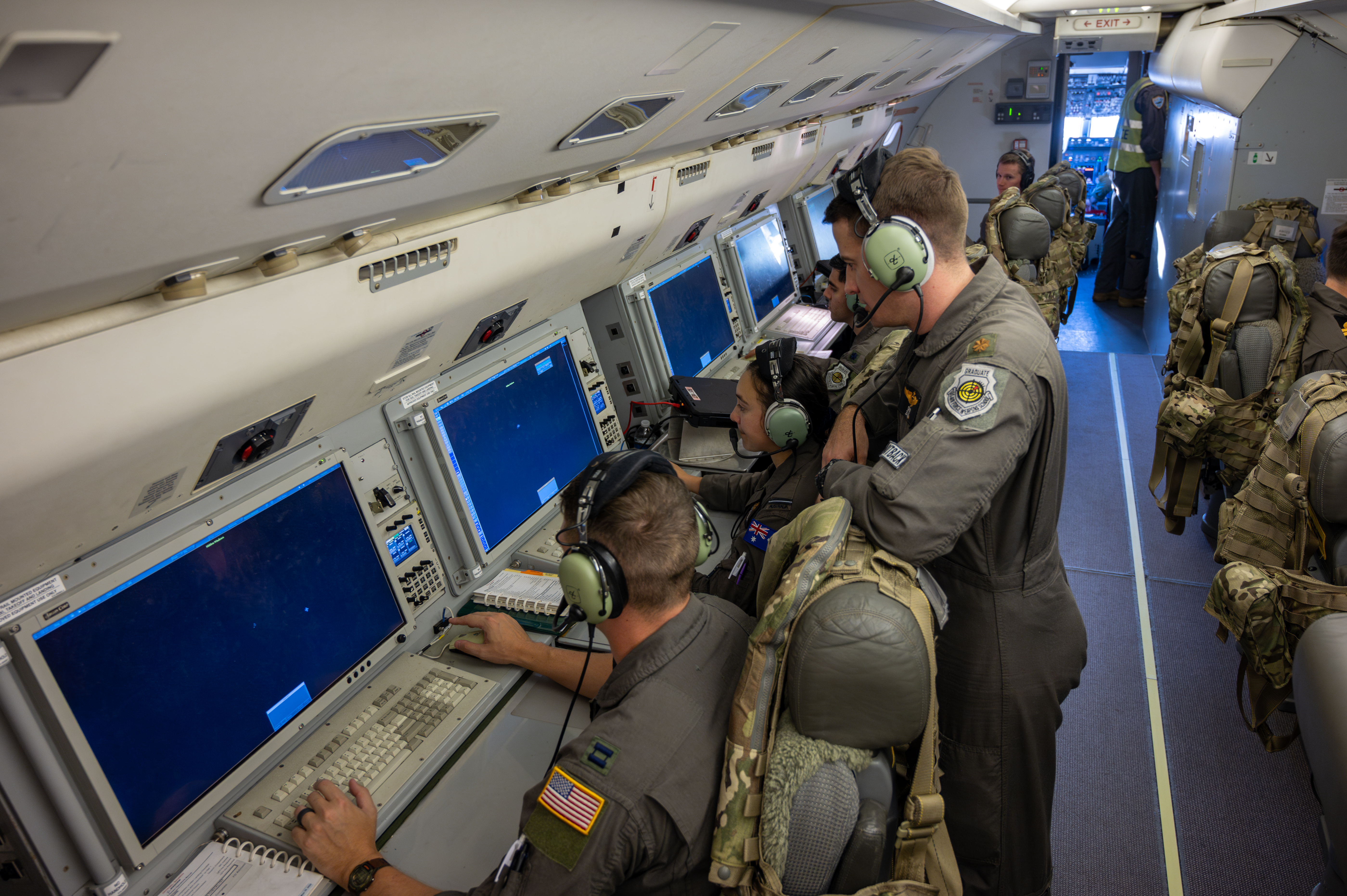
E-7機内の操作卓

軍用機の中でも大きな搭載容量と比較的低速で長時間の飛行が求められるため、巡航性能の高い民間旅客機の機体をベースにアンテナを含む多数の電子装置と操作卓、発電能力強化などの改造が行われるものが多い。
空中にあって航空作戦の要となる早期警戒管制機は、軍事的な高価値目標であるため、長射程空対空ミサイル（AAM）の標的にされることが想定される。このため赤外線誘導ミサイルからの自衛用にフレアを、電波誘導ミサイルに対してはチャフと電子妨害装置を装備することが不可欠となっている。敵機の接近といった事態に対しては、本機の退避とともに友軍戦闘機による迎撃によって対処される。
一方で各国空軍が配備・開発している長射程AAMには、ロシア航空宇宙軍の「R-37」、中国人民解放軍空軍の「PL-15」（推定射程300km）など「対AWACSミサイル」と目されるものもある。高速発揮が可能で俊敏な戦闘機に比べ、AWACSは回避機動によりAAMから逃れることが難しい。

### 高価格
日本では、4機を購入したE-767が1機で500億円以上になったように、高性能な電子装置を装備しているため軍用機の中では非常に高価な部類である。しかも1機では数時間しか任務空域に留まれず、大規模な攻勢の航空作戦や防衛任務では数機以上保有していないと空白域や空白時間が生じてしまう。

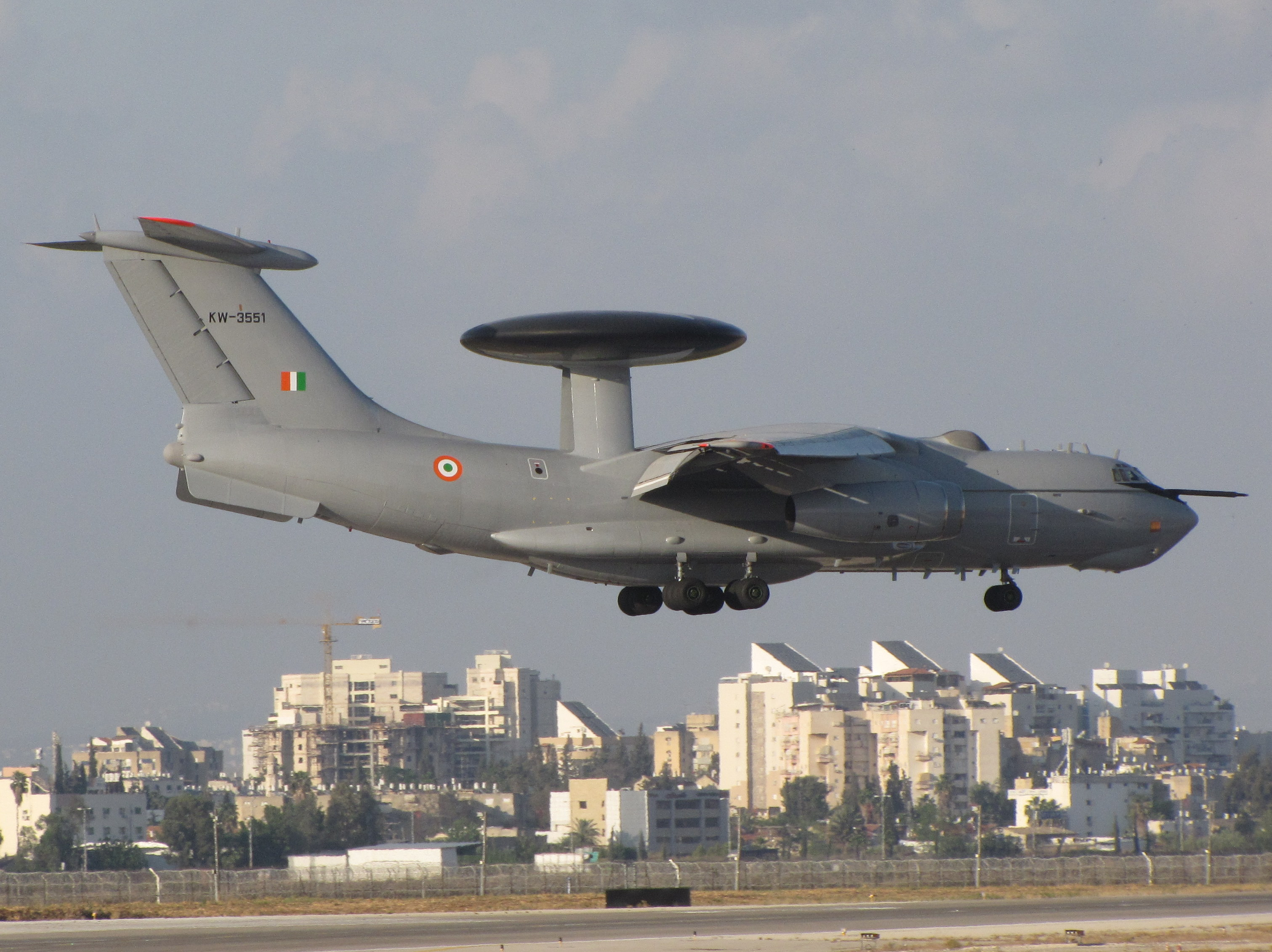
A-50EI
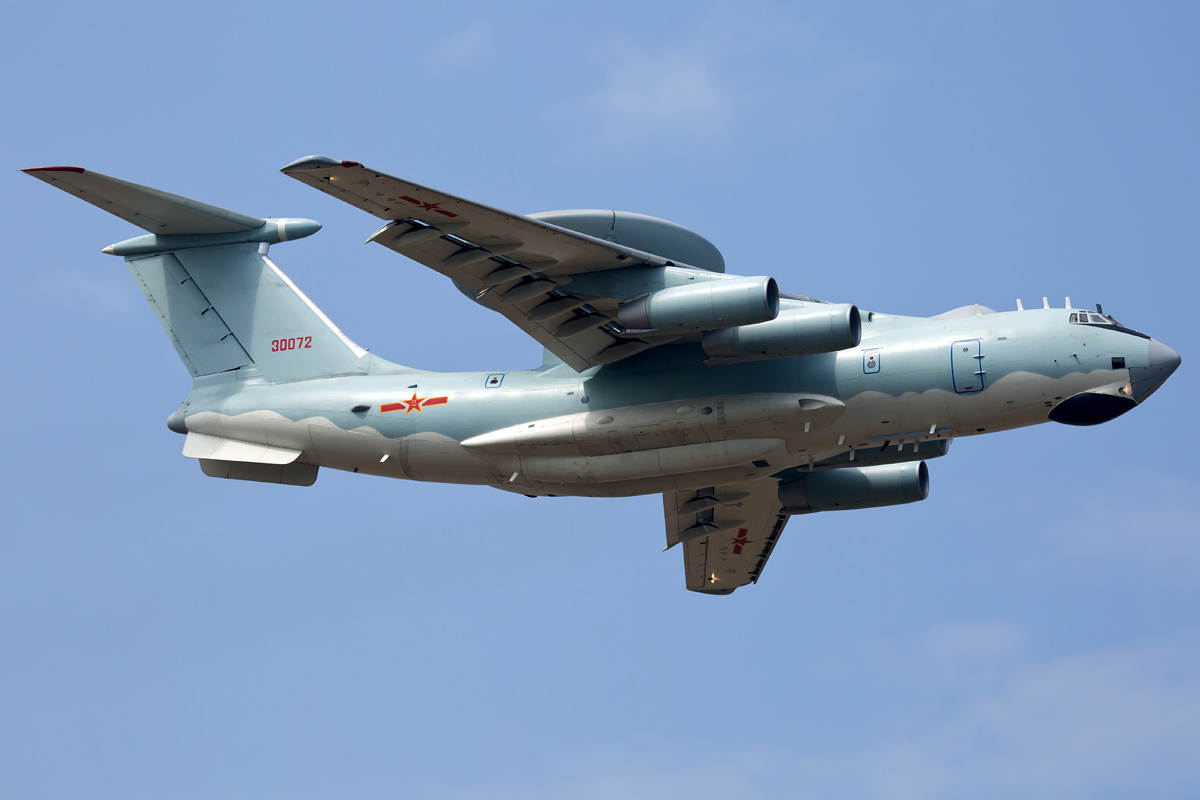
KJ-2000
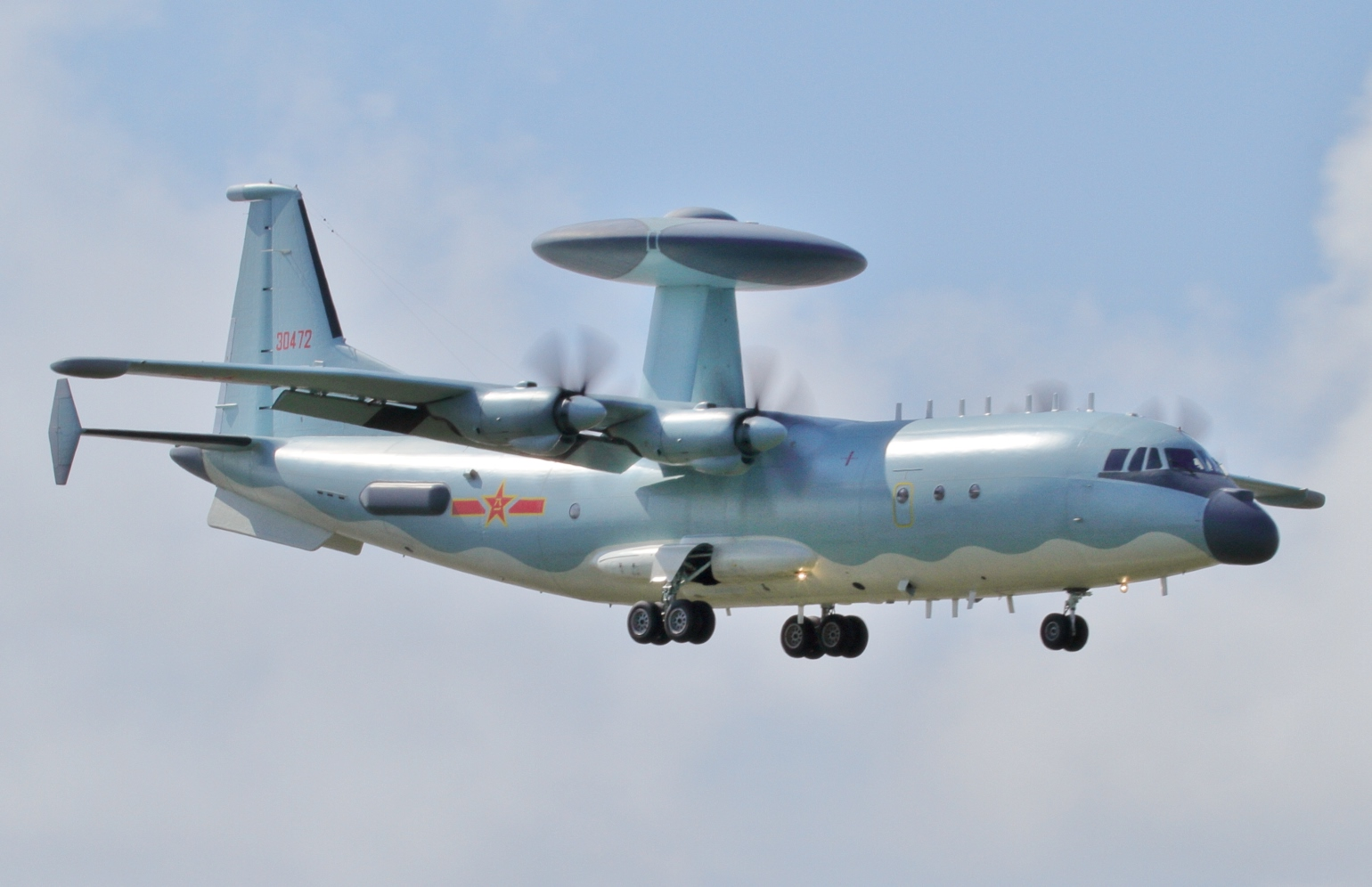
KJ-500
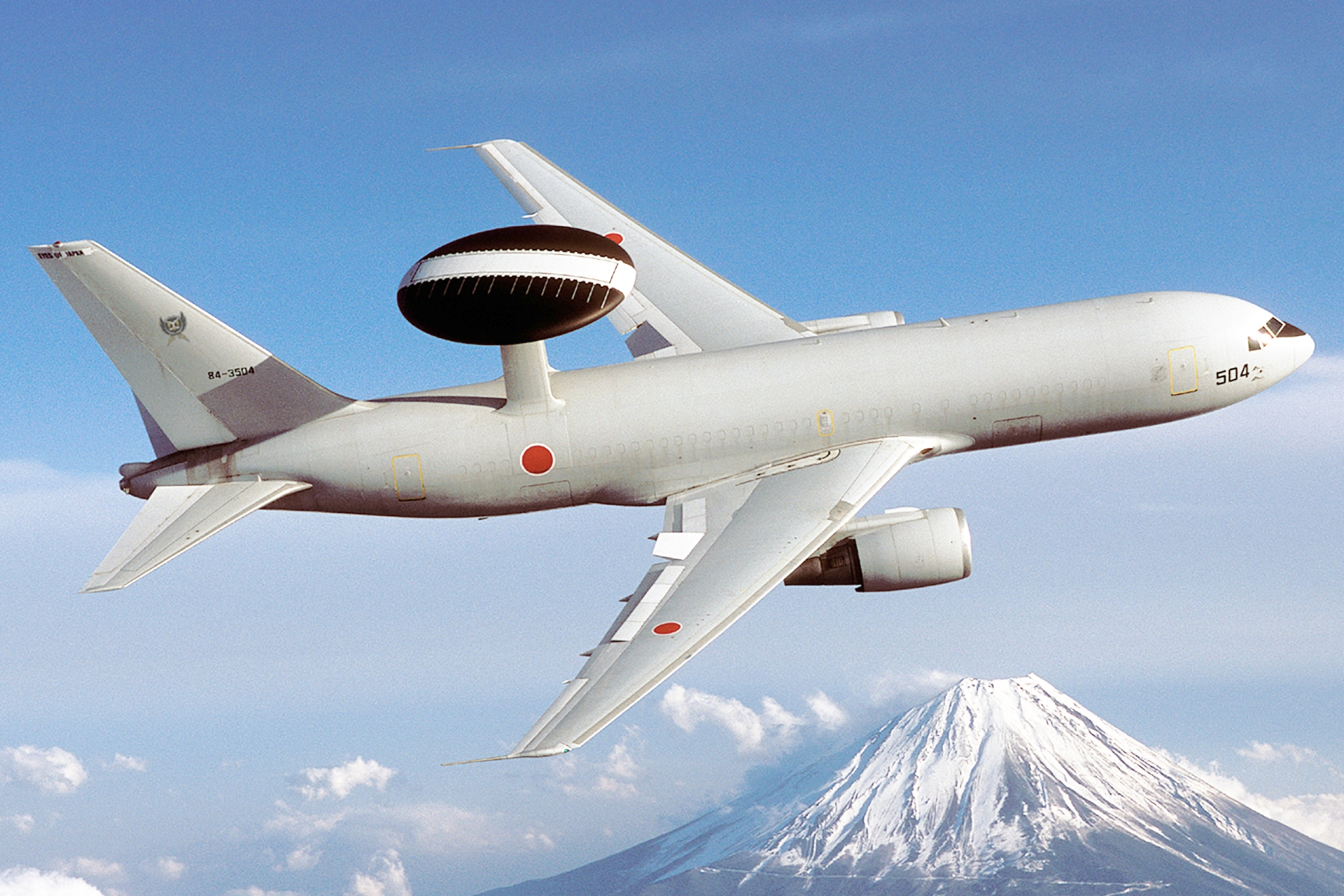
E-767
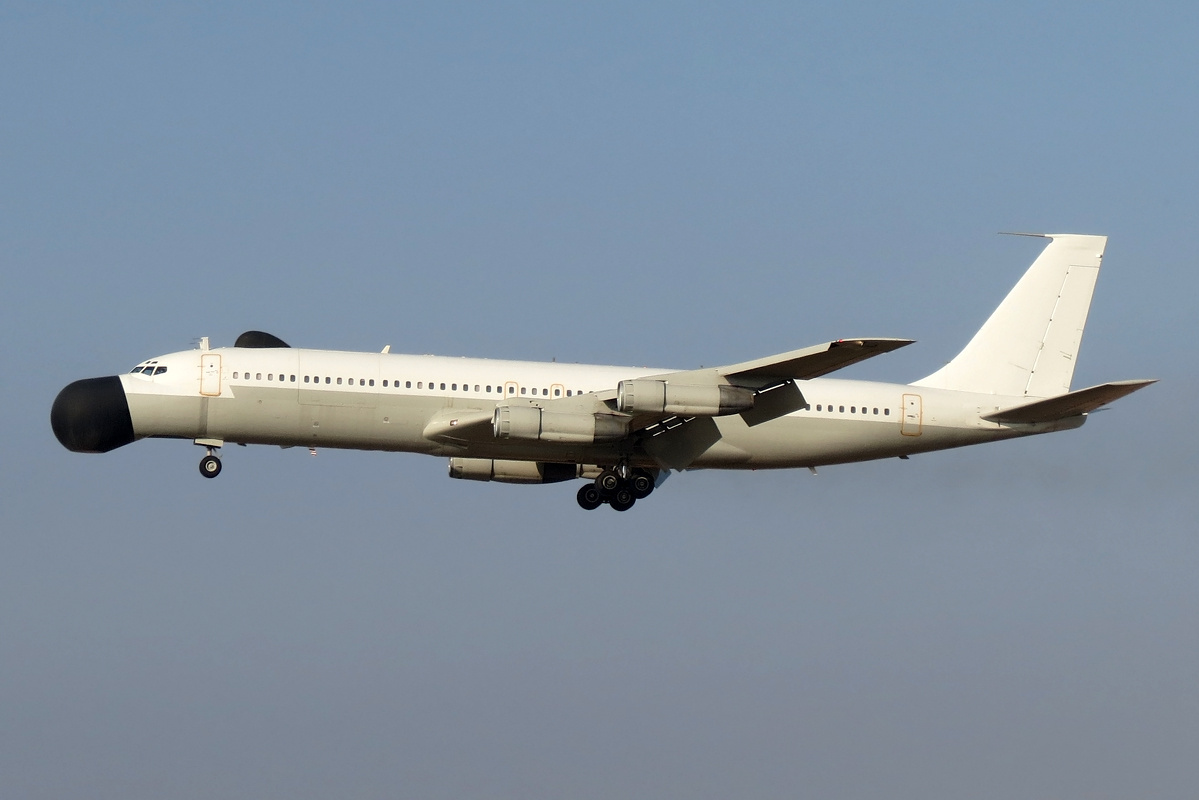
イスラエル空軍の早期警戒管制機（ボーイング707ベース）

## 類似の軍用航空機

### AEW機

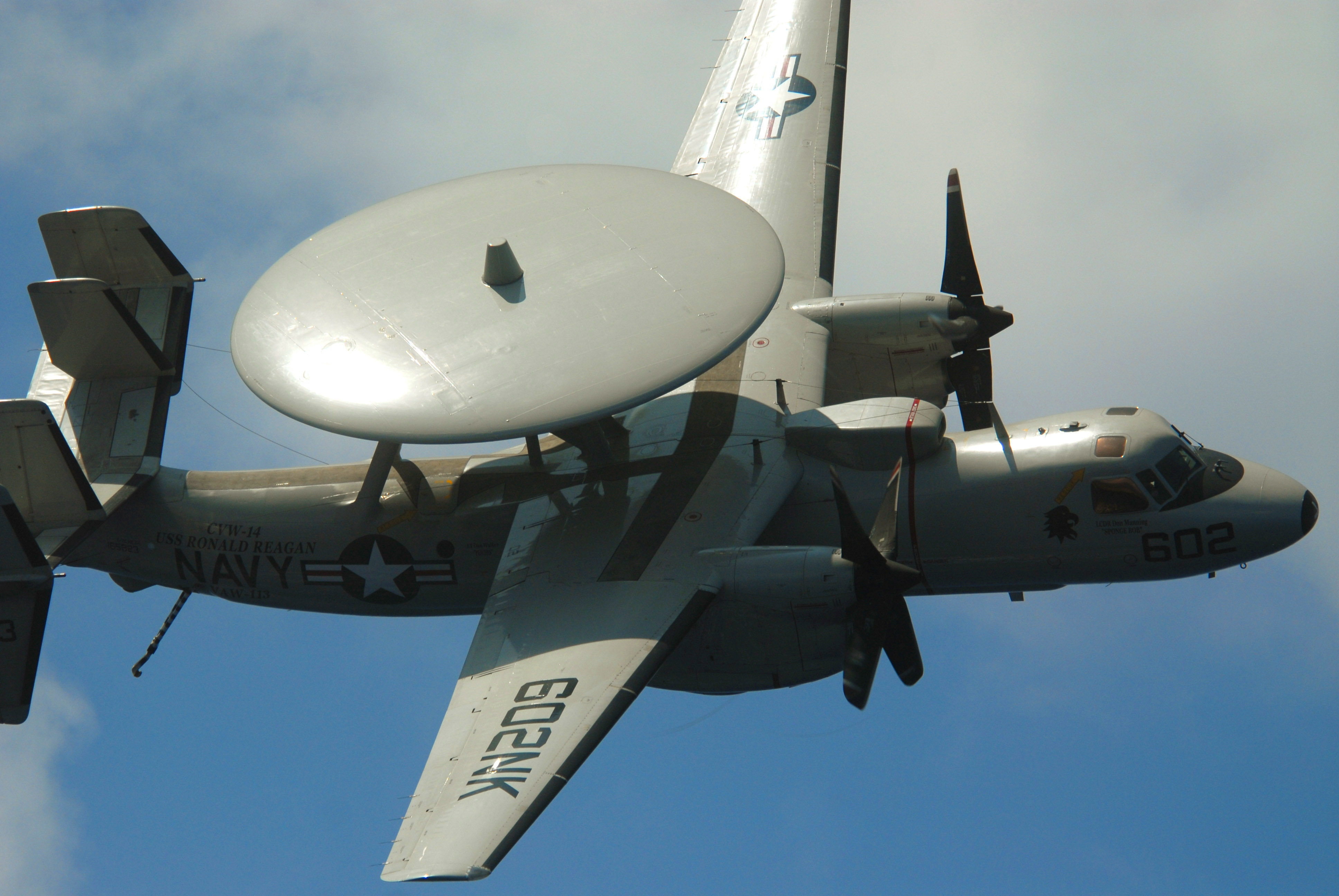
E-2 早期警戒機

早期警戒管制機(AWACS)に似た軍用航空機に早期警戒機と呼ばれる機種がある。この航空機は"AWACS"機と同様に全周方向を捜索できるレーダーを備えるが、"AWACS"機のような管制機能はかなり限定されており、基本的に捉えたレーダー情報を地上や海上、又は他の航空機などの味方に通報する機能を持つものである。
名称のように早期警戒に特化した「空飛ぶレーダーサイト」である。"AWACS"機は管制システムとその操作員や判断を下す士官が機上で必要なために、"AWACS"機のほうが大型となるが、"AEW"機の機上で限定的ながら管制を行うことは不可能ではなく、そういった場合には両者の違いは曖昧となる。

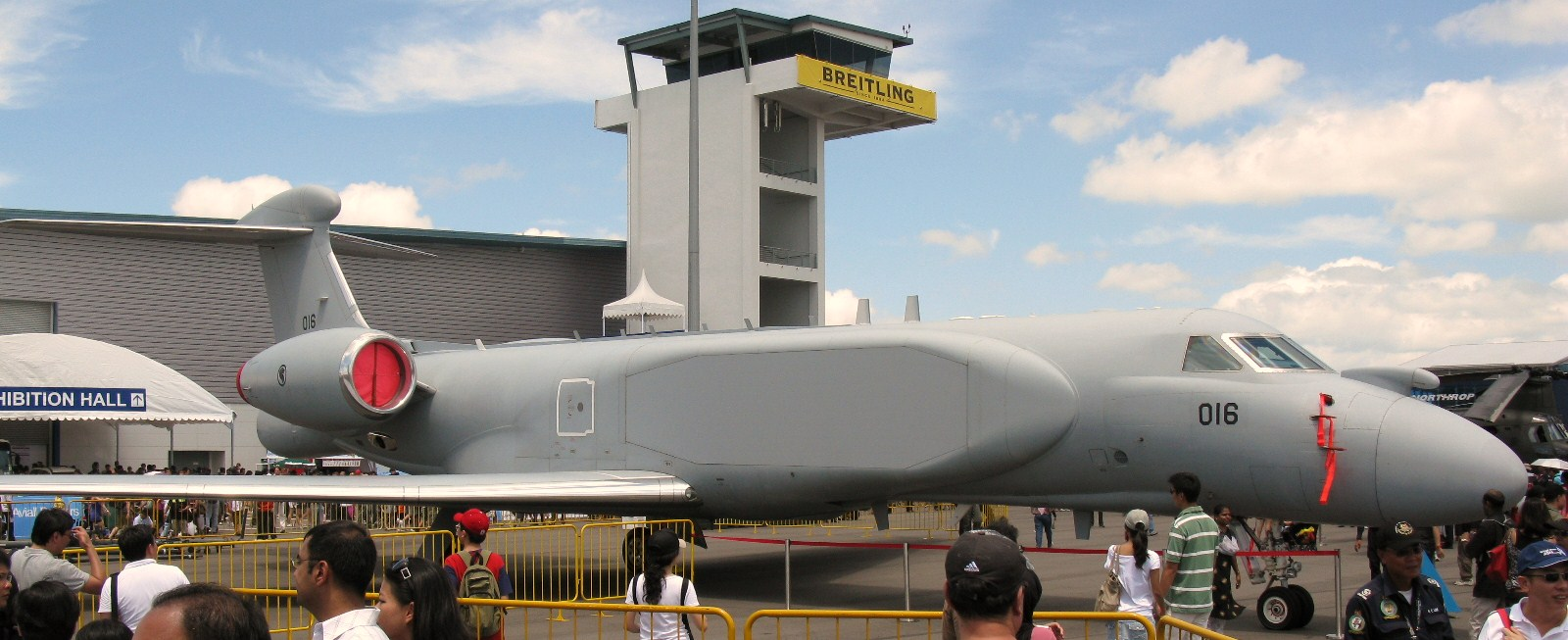
G550 CAEW
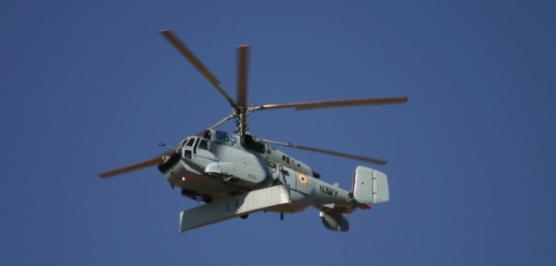
Ka-31

また、AEWが不在もしくは未配備の場合に、レーダー探知距離の長い戦闘機がその役割を代替する事もある。主に金銭的な面で早期警戒機を所持できない小国が行なうが、被撃墜の危険性が大きい場合もしくは作戦上の都合などの理由から大国でも行われることがある。
特にF-14にてアメリカがアフガニスタン紛争で実施した例と、イランがイラン・イラク戦争で実施した例が有名である。
これに該当する戦闘機としてはMiG-31、F-14、Su-30、Su-34などがある。

### AEW&C機

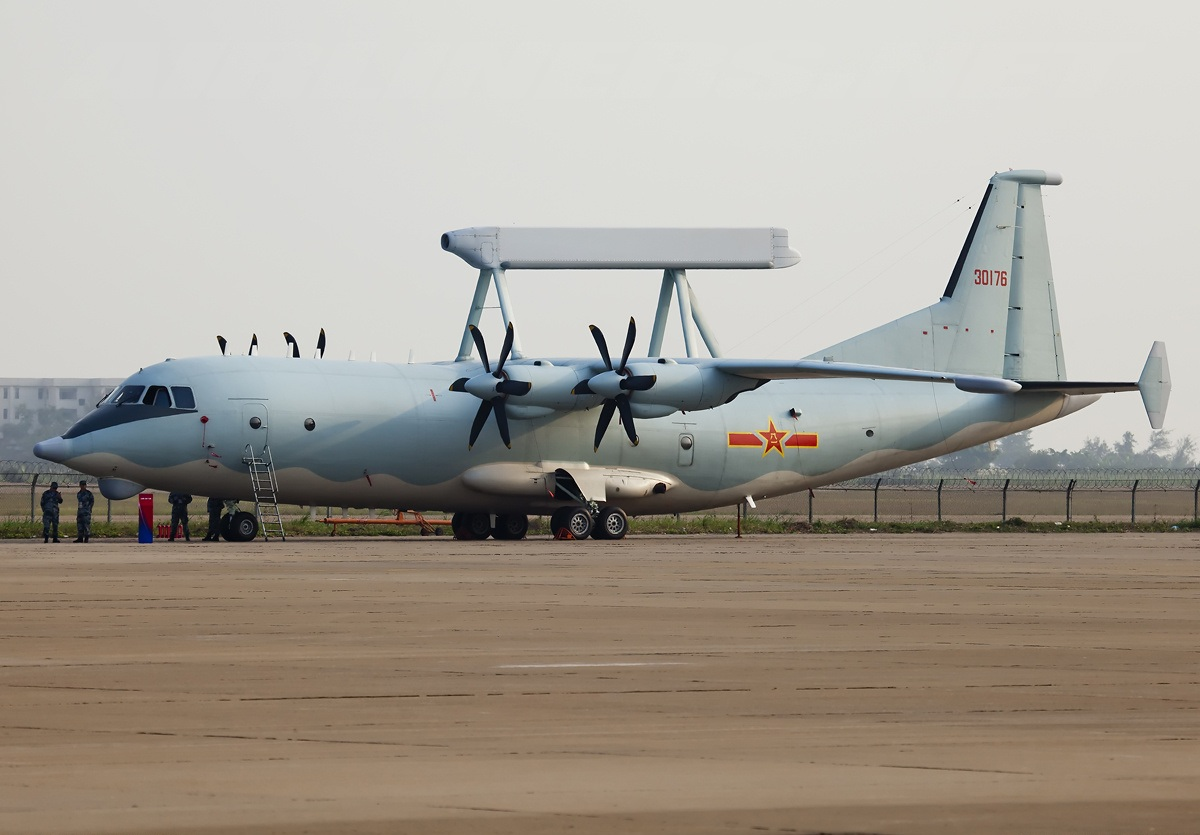
KJ-200 AEW&C

日本語では「早期警戒管制機」や「空中早期警戒管制機」と"AWACS"機の日本語訳と同じ名称で呼ばれることもある"AEW&C"機は、"AEW"機に指揮管制能力を与えたものといえる。AWACSとAEW&Cの間に明確な境界は無いが、例えば、ボーイング社ではE-3及びE-767についてAWACS、737-700 AEW&CについてはAEW&Cと区別して用いている。

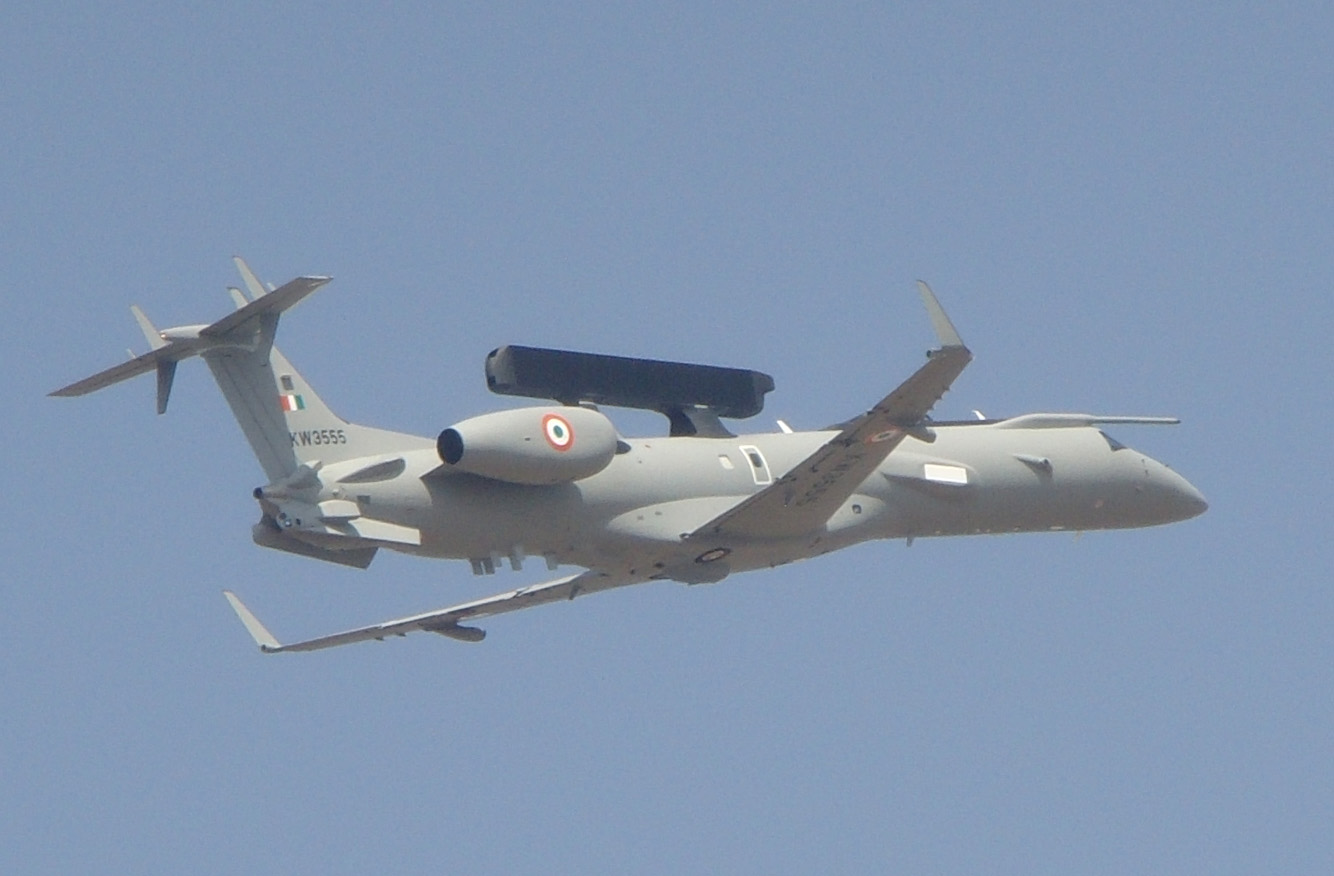
DRDO AEW＆CS
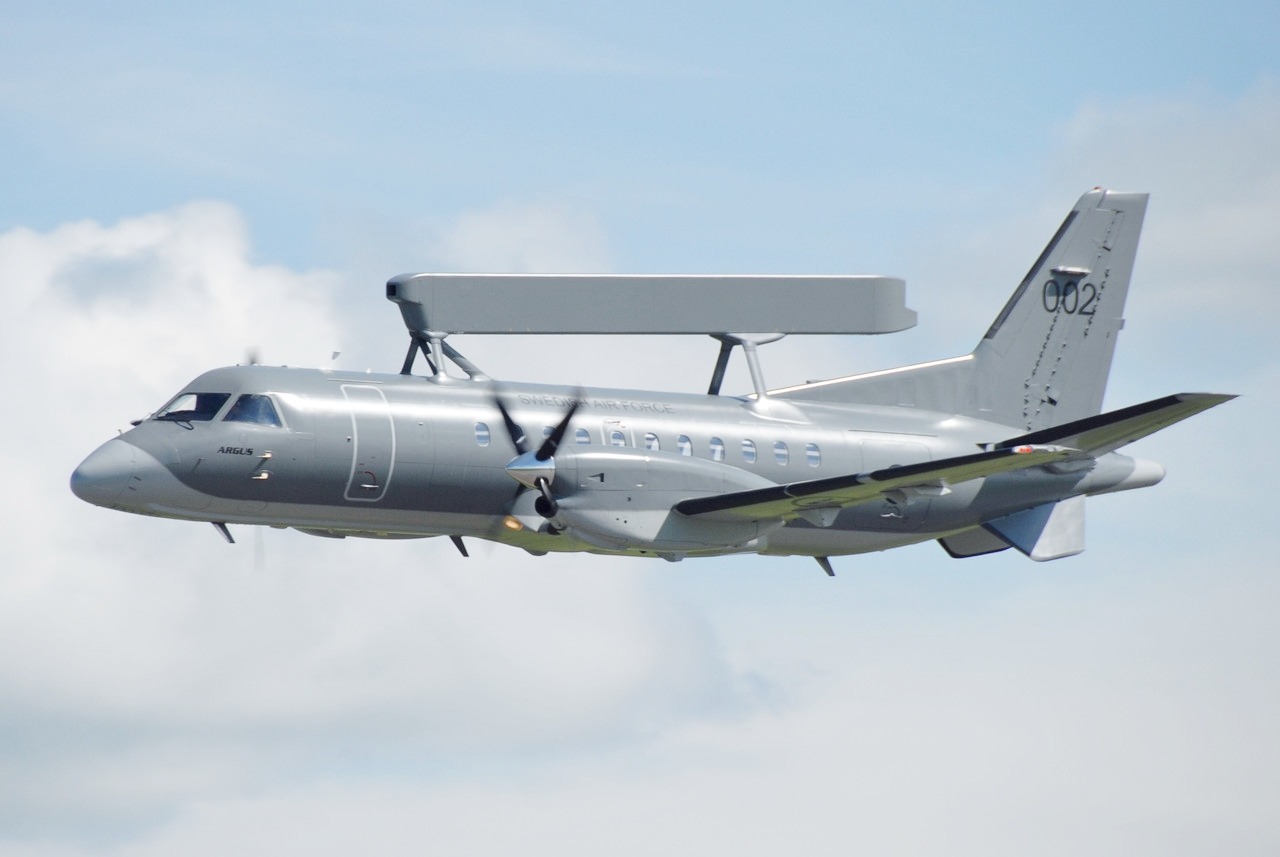
サーブ 340 AEW&C
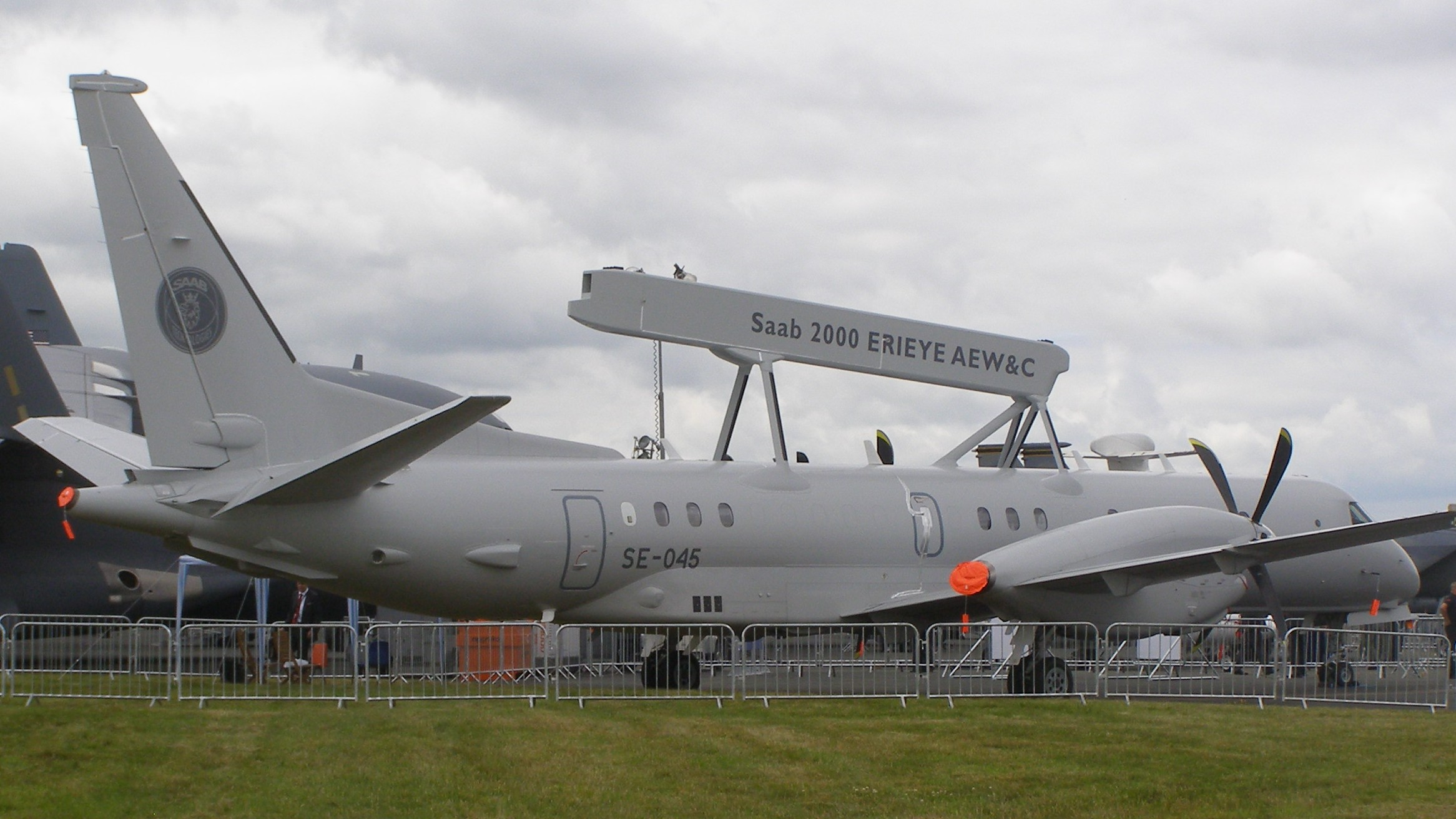
サーブ 2000 AEW&C
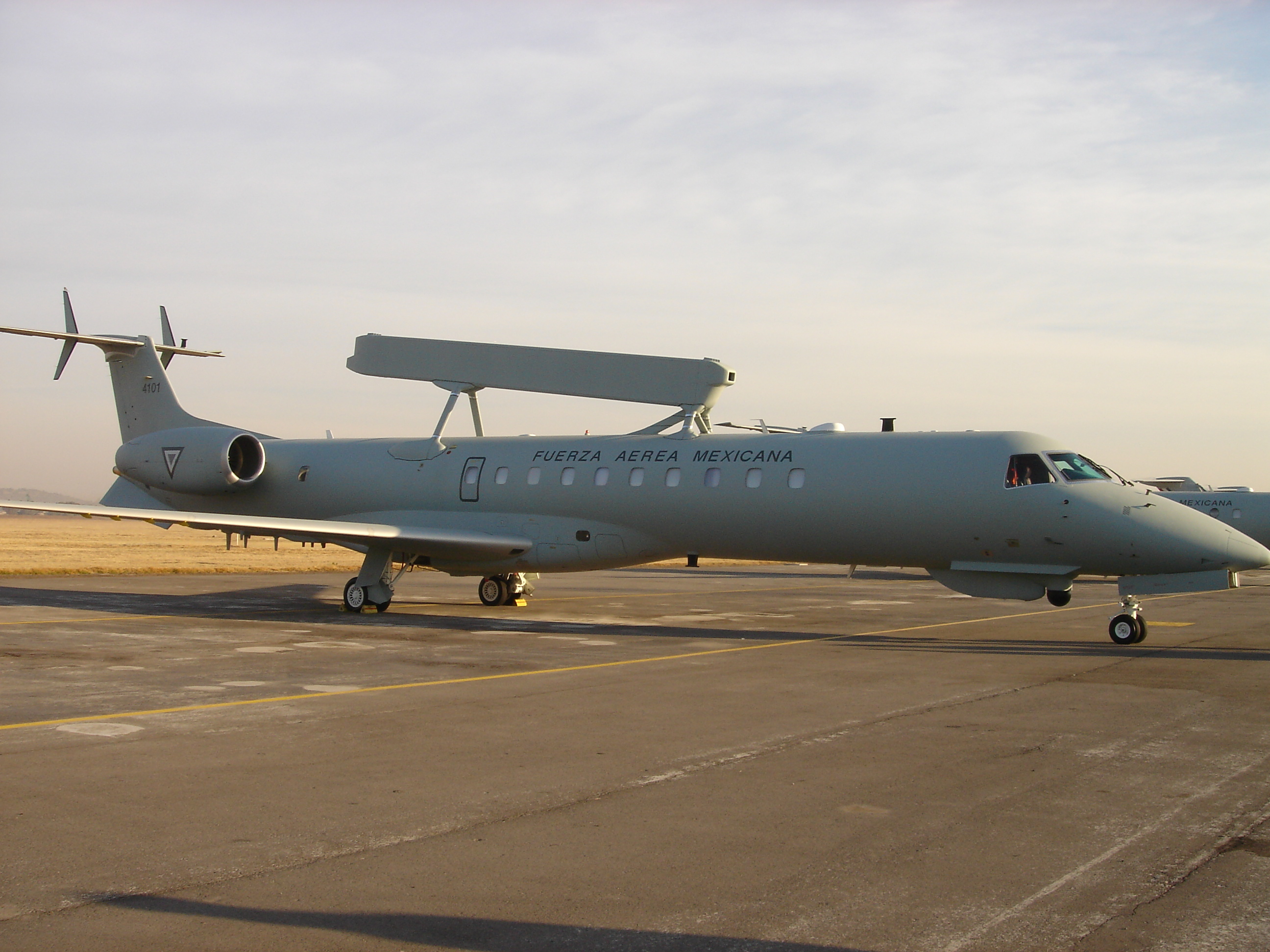
エンブラエル EMB 145 AEW&C

### 地上目標用の警戒管制機

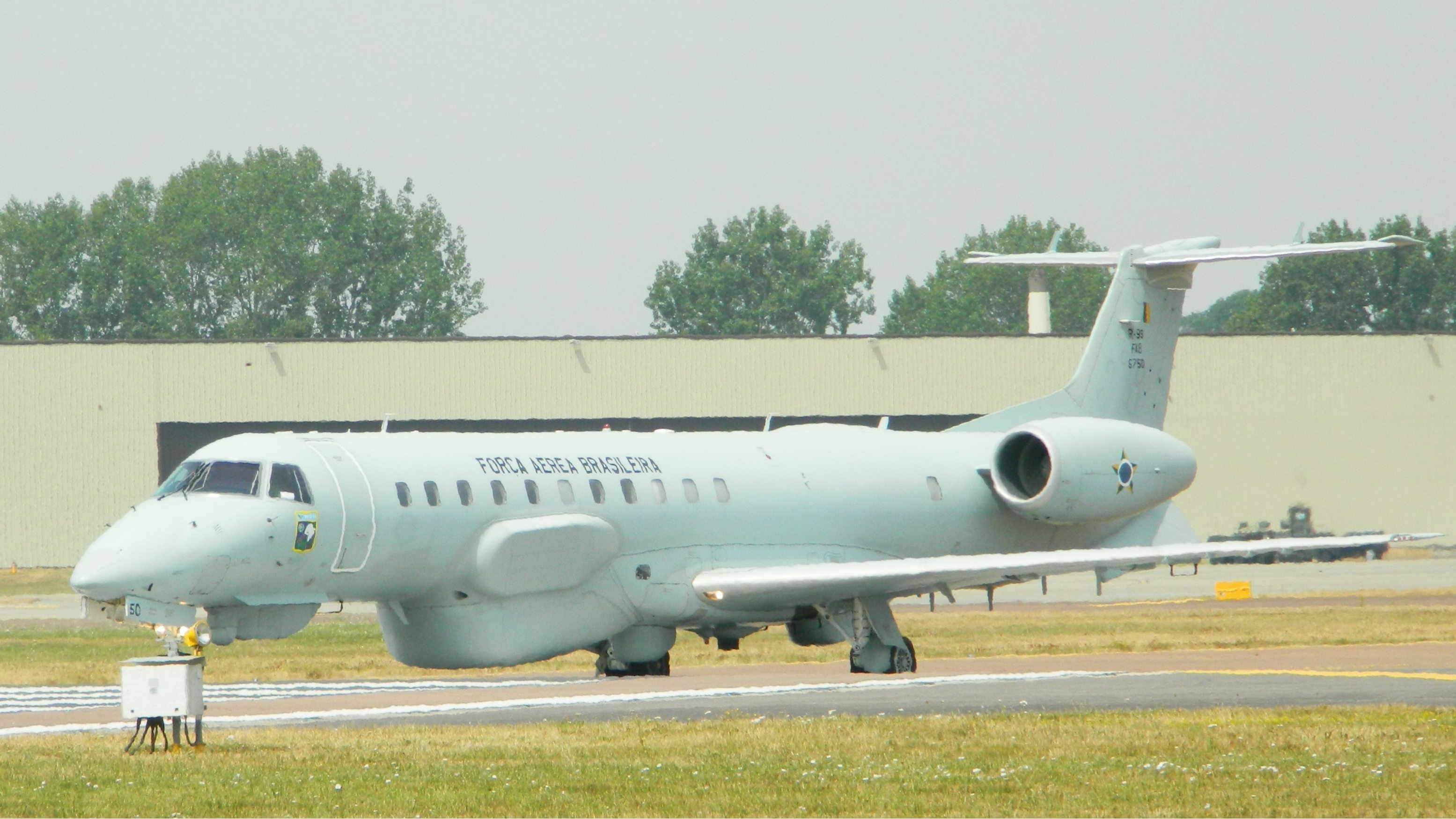
エンブラエル R-99B

早期警戒管制機(AWACS)は空中目標の探知と管制を行うが、アメリカ空軍では走行車輌のような地上目標に対してレーダーで探知を行い、友軍を誘導するE-8 J-STARS（Joint Surface Target Attack Radar System ジョイントスターズ）という軍用航空機も存在する。
同様の機種にはイギリス空軍のレイセオン センチネル R.1やブラジル空軍のエンブラエル R-99Bがある。

## 各国の早期警戒管制機一覧
オーストラリア/ 韓国/ トルコ/ イギリス
- E-7

ボーイング737-700を基に開発。
 ギリシャ/ メキシコ/ ブラジル
- R-99A（エンブラエル EMB 145 AEW&C）

開発母機はERJ 145。エリアイレーダーを搭載する
 アラブ首長国連邦
- グローバルアイ（英語版）

ボンバルディア グローバル6000に自国製のエリアイERレーダーを搭載した機体。アラブ首長国連邦が運用。
 アラブ首長国連邦/ タイ/ ポーランド/ スウェーデン
- サーブ 340 AEW&C

サーブ 340にエリアイレーダーを搭載した機体。
 パキスタン/ サウジアラビア
- サーブ 2000 AEW&C

開発母機はサーブ 2000。エリアイレーダーを搭載。
 インド
- A-50EI

イリューシンIl-76の早期警戒管制機型であるベリエフA-50"メインステイ"をベースに円盤型固定式のEL/W-2090レーダーを搭載しており、"A-50 ファルコン"の愛称でよばれている。
- DRDO AEW＆CS (en)

インド防衛研究開発機構（DRDO）が開発した固定空中監視レーダーを、エンブラエル ERJ 145の胴体上に装備した早期警戒管制機。インド空軍などで採用されている。
 ロシア
- A-50

ソ連とロシアが使用。イリューシンIl-76をもとに開発（AEWまたはAEW&Cに分類される場合もある）。NATOコードネームは「メインステイ」。
 中国
- Y-8J

Y-8にGEC-マルコーニ製のアーガス2000を搭載。
- KJ-200（Y-8W）

Y-8に自国製のレーダーを搭載。
- KJ-500（Y-9W）

開発母機はY-9。
- KJ-700

開発母機はY-9。
- KJ-2000

開発母機はIl-76。全て自国製レーダーを使用。
 日本
- E-767

ボーイング767-200ERを基に開発。航空自衛隊が使用。ボーイング767にE-3のシステムを搭載。
愛称はないが、アメリカ軍人からはE-3 AWACSと混同を避けるためか、「J-WACS：ジェイワックス」と呼ばれている。
 アメリカ合衆国/ フランス/ チリ/ サウジアラビア
- E-3

ボーイング707を基に開発。NATOも使用。
 チリ
- コンドル

 イタリア/ シンガポール
- G550 CAEW

ガルフストリーム G500をベースにしてEL/W-2085レーダーを搭載
 イスラエル
- ファルコン707

ボーイング707をベースにエルタ・システムズ製のAEW＆CシステムであるEL/M-2075レーダーを 搭載し、チリで採用され"コンドル"の愛称で呼ばれている。
- G550 CAEW

ガルフストリーム G500をベースにしてEL/W-2085レーダーを搭載し、イスラエル空軍で採用され"ナフション・エイタム"の名称で呼ばれている。